# Хлуплянська сільська рада
Хлуплянська сільська рада — колишня адміністративно-територіальна одиниця та орган місцевого самоврядування у Словечанському і Овруцькому районах Коростенської і Волинської округ, Київської й Житомирської областей Української РСР та України з адміністративним центром у с. Хлупляни.

## Населені пункти
Сільській раді були підпорядковані населені пункти:
- с. Хлупляни;
- с. Нагоряни;
- с. Оленичі;
- с. Сирківщина;
- с. Стугівщина;
- с. Теклівка.

## Населення
Кількість населення ради станом на 1923 рік становила 1 828 осіб, кількість дворів — 345.
Відповідно до результатів перепису населення СРСР, кількість населення ради станом на 12 січня 1989 року становила 1 467 осіб.
Станом на 5 грудня 2001 року, відповідно до перепису населення України, кількість мешканців сільської ради становила 1 076 осіб.

## Склад ради
Рада складалася з 15 депутатів та голови.

### Керівний склад сільської ради
| ПІБ                     | Основні відомості                                                         | Дата обрання | Дата звільнення |
| ----------------------- | ------------------------------------------------------------------------- | ------------ | --------------- |
| Желюк Людмила Василівна | Сільський голова, 1968 року народження, освіта                            | 26.03.2006   | 31.10.2010      |
| Желюк Людмила Василівна | Сільський голова, 1968 року народження, освіта вища, член Партії регіонів | 31.10.2010   |                 |

Примітка: таблиця складена за даними джерела

## Історія
Створена 1923 року в складі сіл Нагоряни, Оленичі, Стугівщина, Хлупляни та Ширківщина (згодом — Сирківщина) Покалівської волості Овруцького повіту Волинської губернії. Станом на 17 грудня 1926 року в підпорядкуванні ради значився хутір Стугівщинський Млинок, який на 1 жовтня 1941 року не перебував на обліку населених пунктів.
Станом на 1 вересня 1946 року сільська рада входила до складу Словечанського району Житомирської області, на обліку в раді перебували села Нагоряни, Оленичі, Сирківщина, Стугівщина, Теклівка та Хлупляни.
Станом на 1 січня 1972 року сільська рада входила до складу Овруцького району Житомирської області, на обліку в раді перебували села Нагоряни, Оленичі, Сирківщина, Стугівщина, Теклівка та Хлупляни.
Ліквідована 9 листопада 2017 року через об'єднання до складу Овруцької міської територіальної громади Овруцького району Житомирської області.
Входила до складу Словечанського (7.03.1923 р.) та Овруцького (30.12.1962 р.) районів.